# 478.
◄ | 4. stoljeće | 5. stoljeće | 6. stoljeće | ►
◄ | 440-ih | 450-ih | 460-ih | 470-ih | 480-ih | 490-ih | 500-ih | ►
◄◄ | ◄ | 475. | 476. | 477. | 478. | 479. | 480. | 481. | ► | ►►
Astronomija • Književnost • Kršćanstvo • Pravo • Promet

## Rođenja
- Narzes, bizantski general († 573.)

## Vanjske poveznice
|  | Zajednički poslužitelj ima još gradiva o temi 478. |